# 542246 Kulcsar
542246 Kulcsar este o planetă minoră (asteroid) din Asteroid troian al lui Jupiter. A fost descoperită pe 26 august 2008 la Piszkéstetői Obszervatórium⁠(d) de Krisztián Sárneczky⁠(d) și a fost numită după Győző Kulcsár. 
Obiectul prezintă o orbită caracterizată de o semiaxă mare de 5,2091740183309 UAi, o excentricitate de 0,065554322670722, o înclinație de 9,7607363701358 ° în raport cu ecliptica.